# 法兰西学院词典
法兰西学院词典（法語：Dictionnaire de l’Académie Française）,由法兰西学院负责编辑出版，被认为是最权威的法语词典。第一版于1694年出版，目前最新的且完整发行的是第八版于1935年出版，从1992年开始出版第九版。